# 祖巴托夫主义

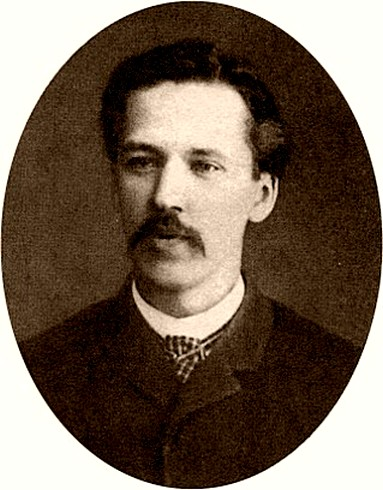
谢尔盖·祖巴托夫

祖巴托夫主义（俄语：Зубатовщина），又称警察社会主义，是指1901年—1903年在俄罗斯帝国建立的合法工人组织体系，得名于俄罗斯帝国警察部门首长谢尔盖·祖巴托夫。其主要理念是：建立警察控制下的工人组织，引导工人运动专注于经济利益的斗争，以减少工人对政治斗争的关注。祖巴托夫出面在莫斯科、明斯克等地建立由警察监护的社会主义组织，如1901年5月在莫斯科首先建立“机械工人互助协会”。1903年，随着革命工人纷纷转向科学社会主义，祖巴托夫的警察社会主义组织被迫解散，警察社会主义宣告破产。
类似的组织最早出现于19世纪末的德意志帝国。